# Bleadon
Bleadon est un village et une paroisse civile du Somerset, en Angleterre. Il est situé dans l'autorité unitaire du North Somerset, à six kilomètres au nord de la ville de Weston-super-Mare. Au moment du recensement de 2001, il comptait 1 068 habitants.